# Use Once and Destroy
Use Once and Destroy è il primo album del gruppo sludge metal statunitense Superjoint Ritual, pubblicato il 21 maggio 2002 da Sanctuary Records. Le prime 10 000 copie furono pubblicate con due tracce demo come bonus track.
Fu girato un video per Fuck Your Enemy, diretto da Jim Van Bebber.

## Tracce
1. Oblivious Maximus – 2:33
2. It Takes No Guts – 2:06
3. Everyone Hates Everyone – 3:49
4. The Introvert – 3:46
5. The Alcoholik – 2:30
6. Fuck Your Enemy – 1:40
7. 4 Songs – 6:18
8. Messages – 2:01
9. All of Our Lives Will Get Tried – 3:21
10. Antifaith – 2:14
11. Ozena – 3:56
12. Drug Your Love – 2:51
13. Haunted Hated – 2:40
14. Stupid, Stupid Man – 2:33
15. Creepy Crawl – 1:54
16. Superjoint Ritual – 6:34

### Bonus track[2][3]
1. Starvation Trip - 1:23
2. Little H - 2:06

## Formazione[4]
- Phil Anselmo - voce, chitarra
- Jimmy Bower - chitarra
- Michael Haaga - basso, voce d'accompagnamento
- Joe Fazzio - batteria, artwork, design

### Crediti
- Dave Fortman - missaggio
- Mark Casselman - mastering
- Keith Neltner - artwork
- Neil Zlozower - fotografia

## Classifiche[5]
| Anno | Classifica             | Posizione |
| ---- | ---------------------- | --------- |
| 2002 | The Billboard 200      | 87        |
| 2002 | Top Independent Albums | 5         |